# Panna Maria Královna

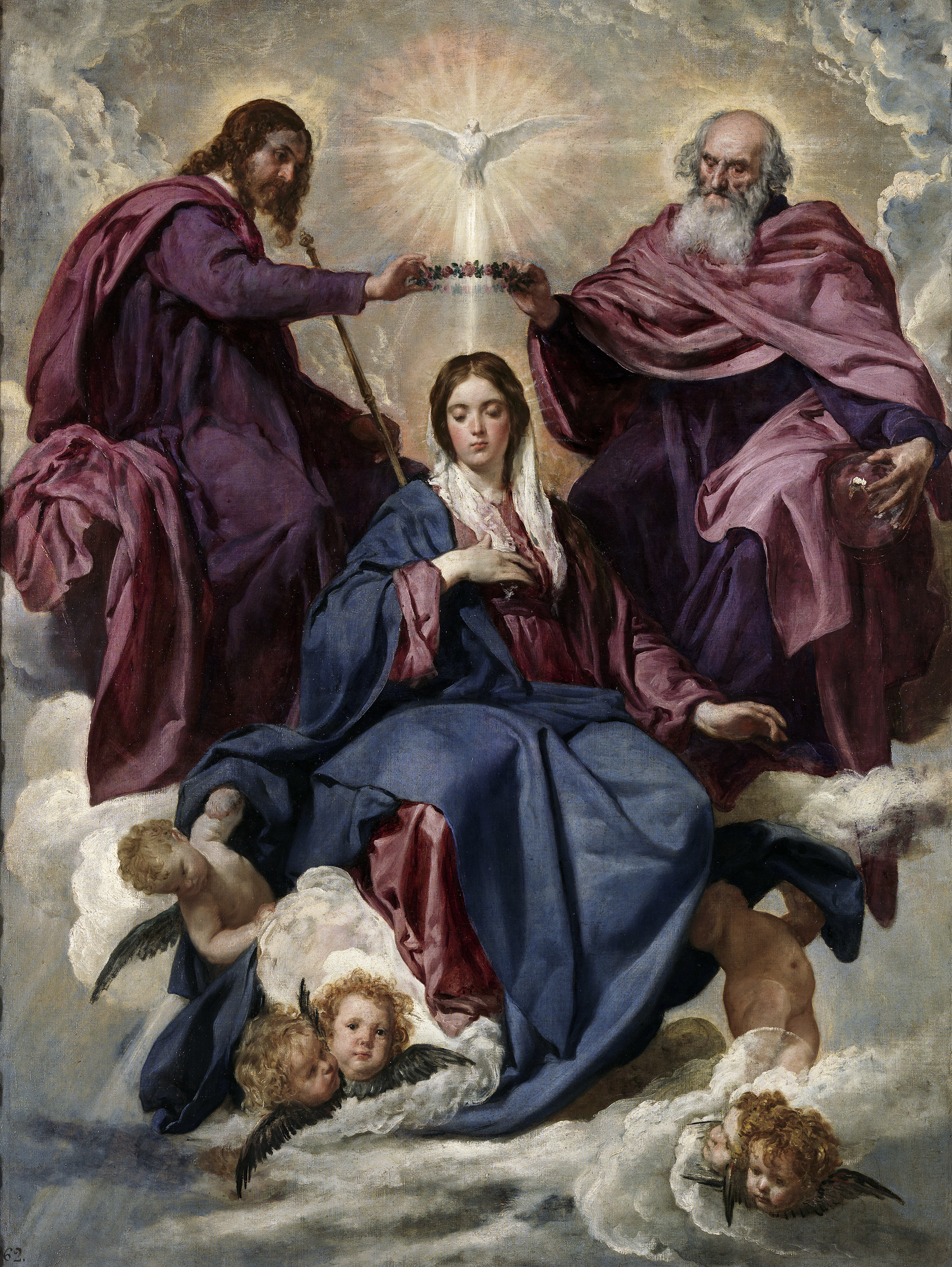
Korunování Panny Marie (autor Diego Velázquez 1641-1644)

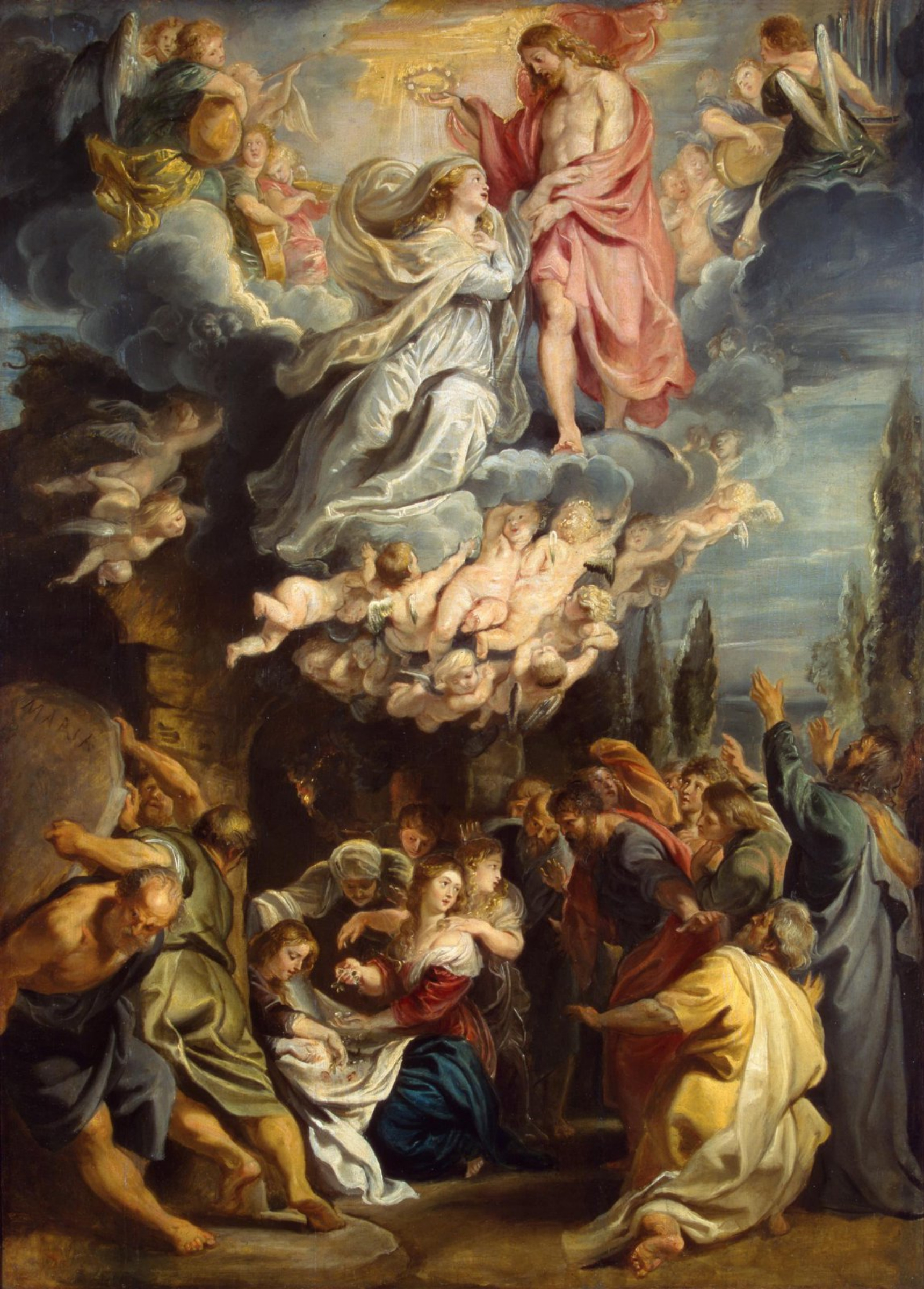
Korunování Panny Marie (Peter Paul Rubens)

Maria, Ježíšova matka, je v katolické a pravoslavné církvi titulována jako Královna či Královna nebes. Katolíci slaví liturgickou památku Panny Marie Královny 22. srpna. Tento titul neuznávají bibličtí křesťané (nekatolíci) a katolíkům jej vytýkají. Tyto výtky jdou tak daleko, že je obviňují z modloslužby.

## Starověk
Ve starověku byla titulem Královna nebes označována a uctívána bohyně plodnosti (Ištar, Astarta, Ísis). Proti pohanskému titulu královny nebes píše prorok Jeremiáš: „Synové sbírají dříví, otcové zapalují ohně a ženy hnětou těsto. Dělají obětní koláče pro královnu nebes a přinášejí úlitby jiným bohům, aby mě uráželi." (Jer 7, 18)

## Nanebevzetí
Pokud tedy katolíci a pravoslavní titulují Pannu Marii jako Královnu nebes, není to tím, že by neznali Písmo Svaté, ale proto, že podle církevní nauky byla Ježíšova matka Maria vzata do nebe s duší i tělem: „Když konečně Neposkvrněná Panna, která byla uchráněna od jakékoli poskvrny dědičné viny, dokončila svůj pozemský život, byla s tělem i duší vzata do nebeské slávy a vyvýšena Pánem jako královna všeho tvorstva, aby se dokonaleji připodobnila svému synu, Pánu pánů a vítězi nad hříchem a smrtí.“ Nanebevzetí Panny Marie je zvláštní účastí na vzkříšení jejího Syna a předjímá vzkříšení ostatních křesťanů (KKC 966). Východní křesťané tento den označují Zesnutí (Uspenie). Maria byla vzata do nebe, protože dostala největší plnou míru Boží milosti a neměla žádnou vinu.

## Ježíš Kristus Král
Křesťané titulují Ježíše Krista Králem všeho a Marie je matkou krále, tedy královnou. V židovské tradici byla vždy matka panovníka jmenována královnou matkou ( גברה = gebírá).
Křesťané v mnoha textech Starého Zákona viděli v titulu královny, Panny a Matky symbol a alegorii Panny Marie. Žalm 44 [45]: „Královna stojí po Tvé pravici ve zlatém rouchu ozdobená ofirským zlatem." (nemluví se zde ale o matce Ježíše Nazaretského: "Dcery královské jsou mezi tvými nejvzácnějšími, královnav11 v ofírském zlatěv12 zaujímá místo po tvé pravici.v13  pozn: v11 [králova nevěsta - manželka (Neh 2:6; Da 5:2), nikoliv matka (1Kr 15:13v)] v12 [Ofírské zlato bylo považováno za zvlášť kvalitní. Srv. 1Kr 9:28p a 1Pa 29:4.] v13 [tj. je na čestném místě; srv. Ž 110:1; 1Kr 2:19]) Sv. apoštol Jan píše v Apokalypse: „A ukázalo se veliké znamení na nebi: Žena oděná sluncem, s měsícem pod nohama a s korunou dvanácti hvězd kolem hlavy (Zj 12, 1)." Protože Panna Maria byla první z lidí vzata do nebe, věří křesťané, že tento dar dá Bůh i jim. I další věřící budou mít účast na Kristově království, jak píše sv. apoštol Petr: "Vy jste národ vyvolený, královské kněžstvo, lid, který patří Bohu(1 Pt 2, 9)."
Po svém vzkříšení se ji Ježíš ukázal a za 40 dní vystoupil do nebe, kde usedl po pravici Boha Otce jako král.

## Regina caeli laetare
O Velikonocích se v církvi zpívá k Panně Marii zvláštní starověký chvalozpěv Regina caeli laetare:
Raduj se, královno nebeská, aleluja!
Protože splnil Pán slova svá, aleluja!
Z mrtvých vstal, matko, Ježíš tvůj, aleluja,
u něho za nás oroduj (přimluv se), aleluja.
latinsky:
Regina cæli, lætare, alleluia!
Quia quem meruisti portare, alleluia!
Resurrexit, sicut dixit, alleluia!
Ora pro nobis Deum, alleluia!